# Saint-Sauveur (Haute-Garonne)
Saint-Sauveur település Franciaországban, Haute-Garonne megyében. Lakosainak száma 2235 fő (2022. január 1.). Saint-Sauveur Villeneuve-lès-Bouloc, Bruguières, Castelnau-d’Estrétefonds, Cépet és Saint-Jory községekkel határos.

## Népesség
A település népessége az elmúlt években az alábbi módon változott:
| Lakosok száma | 538  | 1093 | 1159 | 1652 | 1789 | 1772 | 1766 | 1791 | 1940 | 2235 |
|               | 1968 | 1982 | 1990 | 2006 | 2013 | 2015 | 2017 | 2019 | 2020 | 2022 |